# Sadao Watanabe (musicien)
Sadao Watanabe (渡辺 貞夫, Watanabe Sadao), né le 1er février 1933 à Utsunomiya (Japon), est un saxophoniste de jazz japonais. 
Il est notamment connu pour ses enregistrements de bossa nova et pour être un ambassadeur de ce genre musical dans son pays natal. Son travail englobe de nombreux autres styles musicaux, avec des collaborations de musiciens du monde entier.

## Biographie
Watanabe naît le 1er février 1933 à Utsunomiya, une ville située à environ 100 km au nord de  Tokyo. Son père, musicien professionnel, chante et joue du biwa. Watanabe est attiré par le jazz dès son plus jeune âge, en partie à cause de la forte influence culturelle découlant de la présence américaine d'après-guerre au Japon. Il apprend la clarinette au lycée après avoir convaincu son père de lui acheter un instrument d'occasion,.
En 1951, Watanabe s'installe à Tokyo et commence à jouer du saxophone alto. Il étudie également la flûte traversière en 1953 avec Ririko Hayashi de l'Orchestre Philharmonique de Tokyo. En 1956, Watanabe rejoint le Cozy Quartet de la pianiste Toshiko Akiyoshi, après le départ de celle-ci pour les États-Unis, et commence à diriger le groupe. Dès 1958, Watanabe se produit déjà avec des musiciens et des quatuors de premier plan,. En 1961, son premier album en tant que leader, intitulé Sadao Watanabe, est publié.
En 1962, il quitte le Japon pour étudier au Berklee College of Music de Boston. À Berklee, le champ stylistique de Watanabe s'élargit. Il découvre la musique brésilienne à travers des artistes comme Sérgio Mendes. Durant son séjour aux États-Unis, il travaille avec Gary McFarland, Chico Hamilton et Gábor Szabó.
Watanabe retourne à Tokyo en 1965 où il devient directeur du nouveau Yamaha Institute of Popular Music, une école dont le programme est basé sur celui de Berklee. À partir de 1966, il effectue des tournées au Japon et à l'étranger avec son propre quatuor, jouant du bop, de la musique brésilienne, du jazz-rock, de la soul et de la pop,. Il joue avec le quintette de John Coltrane à Tokyo lors de sa tournée au Japon en 1966. 
En 1967, Watanabe enregistre l'album Jazz & Bossa, qui marque le début de la popularité de la bossa nova au Japon. Deux ans plus tard, Watanabe commence à travailler à temps partiel comme animateur de radio, afin de promouvoir le jazz à travers le Japon (son programme My Dear Life, créé en 1972, va durer 17 ans). En 1970, Watanabe, déjà un artiste de jazz reconnu et souvent très apprécié, participe au Newport Jazz Festival. La même année, il sort son album Round Trip (en), avec Chick Corea, Jack DeJohnette et Miroslav Vitouš.
Tout au long des années 1970 et 1980, Watanabe enregistre de nombreux albums, rassemblant un catalogue de plus de 70 titres en tant que leader. Dans les années 1990, Watanabe, toujours actif dans les studios, reçoit de nombreux prix tant au Japon qu'aux États-Unis. En 1995, le Berklee College of Music lui décerne un doctorat honorifique pour sa contribution à la musique.
Depuis 2010, Watanabe est responsable du cours de jazz à l'Université de musique de Kunitachi, en tant que professeur invité.
En plus de sa carrière musicale, Watanabe a publié six livres de photographies au Japon.

## Distinctions
Parmi les récompenses décernées à Watanabe figurent l'Ordre du soleil levant, Gold Rays with Rosette (勲四等旭日小綬章), la médaille d'honneur impériale pour sa contribution aux arts, et le prix Fumio Nanri.
En 2015, Watanabe reçoit l'Ordre de Rio Branco des mains du gouvernement brésilien.

## Discographie

### En tant que leader/co-leader
| Enregistrement | Nom de l'album                                              | Label           | Publication | Notes |
| -------------- | ----------------------------------------------------------- | --------------- | ----------- | --- |
| 1961           | Sadao Watanabe                                              | King            | 1961        | avec Akira Nakano, Kazuo Yashiro, Masanaga Harada, Takeshi Inomata, Akihiro Hasegawa |
| 1962           | Cocktails for Two                                           | Toshiba         | 1962        | avec Kazuo Yashiro & His Trio, Toshiyuki Miyama (en) & His New Herd |
| 1965           | Plays                                                       | Polydor         | 1965        | avec Akira Miyazawa, Akira Nakano, Norio Maeda, Kazuo Yashiro, Masahiko Togashi, Masanaga Harada |
| 1966           | Goin' Home - Modern Jazz Album                              | Denon           | 1966        | avec Toshiyuki Miyama & His New Herd (excp. 3, 7) Kazuo Yashiro & His Trio (3, 7) |
| 1966           | Jazz & Bossa                                                | Takt            | 1967        | avec Masabumi Kikuchi, Eijiro Hagiwara, Masahiko Togashi, Sadanori Nakamure, Hideo Miyata |
| 1967           | Bossa Nova '67                                              | Victor          | 1967        | avec Masabumi Kikuchi, Isao Suzuki, Masahiko Togashi, Sadanori Nakamure, Hideo Miyata with strings |
| 1967           | My Romance - Sadao Plays Ballads                            | Takt            | 1967        | avec Masabumi Kikuchi, Masanaga Harada, Masahiko Togashi with strings |
| 1967           | Encore!! Jazz & Bossa - Sadao Meets Sharps & Flats          | Takt            | 1968        | avec Nobuo Hara & Sharps and Flats |
| 1967           | Jazz Samba                                                  | Nivico          | 1967        | avec Masabumi Kikuchi, Masanaga Harada, Masahiko Togashi |
| 1967           | Bossa Beat Collection                                       | Union           | 1967        | Enregistrement public avec Masabumi Kikuchi, Masanaga Harada, Masahiko Togashi, Sadanori Nakamure, Hideo Miyata |
| 1967           | The Girl From Ipanema                                       | RCA             | 1974        | Enregistrement public avec Masabumi Kikuchi, Masanaga Harada, Masahiko Togashi, Sadanori Nakamure, Hideo Miyata |
| 1967           | Charlie Mariano & Sadao Watanabe                            | Victor          | 1967        | avec Charlie Mariano, Masabumi Kikuchi, Masanaga Harada, Masahiko Togashi |
| 1967           | Iberian Waltz                                               | Takt            | 1967        | avec Charlie Mariano, Masabumi Kikuchi, Masanaga Harada, Masahiko Togashi, Fumio Watanabe |
| 1967           | Bossa Nova Concert                                          | Takt            | 1967        | Enregistrement public avec Masabumi Kikuchi, Masanaga Harada, Masahiko Togashi, Sadanori Nakamure, Hideo Miyata and Strings Orchestra |
| 1967           | Music Break                                                 | Takt            | 1969        | Enregistrement public avec Masabumi Kikuchi, Masanaga Harada, Masahiko Togashi, Sadanori Nakamure, Hideo Miyata and Strings Orchestra |
| 1968           | We Got a New Bag                                            | Takt            | 1968        | avec Charlie Mariano, Masabumi Kikuchi, Masanaga Harada, Fumio Watanabe, Yoshiaki Masuo, Tadashi Shigami, others |
| 1968           | Sadao Meets Brazilian Friends                               | Takt            | 1968        | avec Brazilian 8: Jose Ferreira(as), Godinho Filho(as), Carlos Alberto Alcantara(ts), Waldir De Barros(tp), Aparecido Bianchi(org, p), Joao Carlos Pegorro(vib, p), Olmir Seocaer(g), Douglas De oliveira(ds), Mathias Da Silva Matos(b)        |
| 1968           | Sadao Plays Beatles and Bacharach                           | Takt            | 1969        | avec Tetsuo Fushimi, Terumasa Hino, Yoshiaki Masuo, Fumio Watanabe, Yoshio Ikeda, Hiroshi Suzuki, Nao Imai, Yasushi Ichiura, Yoshio Suzuki, Yuji Imamura, Tomoaki Hashizume, Isao Etoh, Kazuo Yashiro                                           |
| 1969           | Swing Journal Jazz Workshop 2 - Dedicated To Charlie Parker | Takt            | 1969        | Enregistrement public avec Terumasa Hino, Masanaga Harada, Fumio Watanabe, Kazuo Yashiro |
| 1969           | Pastoral                                                    | CBS/Sony        | 1969        | avec Kazuo Yashiro, Yoshiaki Masuo, Hiroshi Matsumoto, Yoshio Suzuki, Fumio Watanabe, Syota Tanaka, Chiyoshige Matsubara |
| 1969           | Songbook                                                    | CBS/Sony        | 1970        | avec Yoshiaki Masuo, Yoshio Suzuki, Fumio Watanabe, Kazuo Yashiro, Masabumi Kikuchi |
| 1969           | Live at the Junk                                            | CBS/Sony        | 1970        | avec with Yoshiaki Masuo, Yoshio Suzuki, Fumio Watanabe |
| 1970           | Sadao Watanabe at Montreux Jazz Festival                    | CBS/Sony        | 1971        | Enregistrement public avec Quartet (Yoshiaki Masuo, Yoshio Suzuki, Hiro Tsunoda) |
| 1970           | Round Trip (en)                                             | CBS/Sony        | 1970        | avec Jack DeJohnette, Miroslav Vitouš, Chick Corea |
| 1970           | Around The Time                                             | WAM             | 1972        | Quartet (Yoshiaki Masuo, Yoshio Suzuki, Hiro Tsunoda) |
| 1970           | Collaboration                                               | Philips (Jap0n) | 1971        | [2LP] Masabumi Kikuchi Sextet (Kosuke Mine, Masahiro Kikuchi, Yoshio Ikeda, Hiroshi Murakami, Keiji Kishida) avec le Sadao Watanabe Quartet (Yoshiaki Masuo, Yoshio Suzuki, Hiro Tsunoda)                                                       |
| 1971           | Paysages                                                    | CBS/Sony        | 1971        | avec Masabumi Kikuchi, Gary Peacock, Masahiko Togashi (en), Hiroshi Murakami (en) |
| 1972           | Sadao Watanabe                                              | CBS/Sony        | 1972        | Enregistrement public avec Hiroshi Fukumura (en), Fumio Itabashi, Masayuki Takayanagi, Mitsuaki Furuno, Arihide Kurata |
| 1973           | Open Road                                                   | CBS/Sony        | 1973        | [2LP] Enregistrement public avec Shunzo Ohno (en), Hiroshi Fukumura, Kosuke Mine (en), Takehiro Honda, Yoshio Suzuki, Fumio Watanabe, Yuji Imamura, and strings                                                                                 |
| 1973           | Kenya Ya Africa                                             | CBS/Sony        | 1973        | Enregistrement public avec with Takehiro Honda, Yoshio Suzuki, Fumio Watanabe, et l'Inter-African Theatre Group |
| 1974           | Mbali Africa                                                | CBS/Sony        | 1974        | Enregistrement public avec Terumasa Hino, Hideo Miyata, Takehiro Honda, Kazumi Watanabe, Isao Suzuki (en), Fumio Watanabe, Akira Okazawa, Motohiko Hino, Masahiko Togashi                                                                       |
| 1974           | At Pit Inn                                                  | CBS/Sony        | 1975        | Enregistrement public avec Cedar Walton, Sam Jones, Billy Higgins |
| 1975           | Swiss Air                                                   | CBS/Sony        | 1975        | Enregistrement public avec Takehiro Honda, Osamu Kawakami, Shinji Mori |
| 1975           | Pamoja                                                      | East Wind (en)  | 1976        | Enregistrement public avec Hiroshi Fukumura (en), Yoshiaki Masuo, Takehiro Honda, Isao Suzuki, Hiroshi Murakami, Masahiko Togashi |
| 1976           | I'm Old Fashioned (en)                                      | East Wind       | 1976        | avec le Great Jazz Trio: Hank Jones, Ron Carter, Tony Williams |
| 1976           | Recital                                                     | East Wind       | 1977        | Enregistrement public avec Kosuke Mine, Hiroshi Fukumura, Takehiro Honda, Kazumi Watanabe, Tsutomu Okada, Shinji Mori, Masahiko Togashi, Akira Okazawa                                                                                          |
| 1977           | My Dear Life                                                | Flying Disk     | 1977        | avec Harvey Mason, Chuck Rainey, Lee Ritenour, Dave Grusin, Steve Forman, Hiroshi Fukumura |
| 1977           | Autumn Blow                                                 | Flying Disk     | 1977        | Enregistrement public avec Lee Ritenour, Harvey Mason, Anthony Jackson, Patrice Rushen, Ernie Watts |
| 1977           | California Shower                                           | Flying Disk     | 1978        | avec Harvey Mason, Chuck Rainey, Lee Ritenour, Ernie Watts |
| 1977           | Bird of Paradise                                            | Flying Disk     | 1979        | avec le Great Jazz Trio: Hank Jones, Ron Carter et Tony Williams |
| 1977           | Live In Nemuro 1977                                         | Victor          | 2016        | Enregistrement public avec Hiroshi Fukumura, Takehiro Honda, Tsutomu Okada, Shinji Mori |
| 1978           | Carnaval (en)                                               | Galaxy          | 1983        | avec le Great Jazz Trio: Hank Jones, Ron Carter et Tony Williams |
| 1979           | Morning Island                                              | Flying Disk     | 1979        | avec Michael Brecker, Steve Gadd |
| 1980           | How's Everything                                            | Columbia        | 1980        | Enregistrement public avec Dave Grusin, Steve Gadd, Richard Tee, Eric Gale, Anthony Jackson, Jon Faddis |
| 1981           | Orange Express                                              | CBS/Sony        | 1981        | avec Dave Grusin, George Benson, Bobby Broom, Marcus Miller, Buddy Williams (en) |
| 1983           | Fill Up the Night                                           | Elektra         | 1983        | avec Ralph MacDonald, Richard Tee, Marcus Miller, Steve Gadd, Eric Gale, Paul Griffin (en), Jorge Dalto (en), Grady Tate |
| 1984           | Rendezvous                                                  | Elektra         | 1984        | avec Steve Gadd, Eric Gale, Marcus Miller, Richard Tee |
| 1985           | Maisha                                                      | Elektra         | 1985        | avec Don Grusin (en), Herbie Hancock, Nathan East, Harvey Mason |
| 1985           | Parker's Mood - Sadao Watanabe Live at Bravas Club '85      | Elektra         | 1985        | Enregistrement public avec Seigen Ono, James Williams, Jeff "Tain" Watts, Charnett Moffett |
| 1985           | Tokyo Dating                                                | Elektra         | 1985        | avec James Williams(p), Charnett Moffett(b), Jeff "Tain" Watts(ds) |
| 1986           | Good Time for Love                                          | Elektra         | 1986        | avec Soichi Noriki, Hideo Yamaki (en), Will Lee,… |
| 1987           | Birds of Passage                                            | Elektra         | 1987        | avec Russell Ferrante, George Duke, Abraham Laboriel, Carlos Vega, Paul Jackson Jr., John Robinson, Alex Acuña, Diana Acuna,… |
| 1988           | Elis                                                        | Elektra         | 1988        | avec César Camargo Mariano(key), Heitor Teixeira Perira(g), Papeti(per), Toquinho(g,vo),… |
| 1988           | Made in Coracao Toquinho                                    | Elektra         | 1988        | avec Toquinho(g,vo), Ivani Sabino(el-b), Papeti(per),… |
| 1989           | Front Seat                                                  | Elektra         | 1989        | avec Patti Austin with Russell Ferrante, Jeff Porcaro, George Duke, Jimmy Haslip |
| 1991           | Sweet Deal                                                  | Elektra         | 1991        | avec Don Grusin, Peter Erskine, Russell Ferrante, Abraham Laboriel |
| 1992           | A Night with Strings                                        | Elektra         | 1993        | Enregistrement public avec Souichi Noriki, Marc Johnson, Peter Erskine, et The Tokyo Symphony Strings |
| 1993           | Earth Step                                                  | Verve Forecast  | 1993        | avec Rob Mounsey(key), Jeff Mironov(g), Will Lee(b), Steve Gadd |
| 1993           | A Night with Strings Vol. 2                                 | Fun House       | 1994        | avec Souichi Noriki, Ricardo Silveira(g), Brian Bromberg(b), Alex Acuña(ds), Paulinho Da Costa(per), Vince Mendoza (en)(conduct,arr), et Tokyo Symphony Strings                                                                                 |
| 1994           | in Tempo                                                    | Verve Forecast  | 1994        | avec César Camargo Mariano(key), Marcelo Mariano(el-b), Pantico Rocha(ds), Paulinho Da Costa(per), Leila Pinheiro(vo), Wilson De Castro(vo),...                                                                                                 |
| 1994           | A Night with Strings Vol. 3 – Sadao Plays Parker            | Fun House       | 1995        | avec Russell Ferrante, Marc Johnson, Peter Erskine, and Tokyo Symphony Strings |
| 1997           | Go Straight Ahead 'n Make a Left                            | Verve           | 1997        | avec Bernard Wright, Stephen Teele(b), Mike Flythe(ds), Hassan Flythe(ds), Steve Thornton(per), Charley Drayton (en)(ds) |
| 1995–97        | Kuroi Hitomi - Sadao Watanabe Song Book                     | Verve           | 1997        | avec Akira Onozuka(p,key), Jun Kajiwara(g), Tomohito Aoki(b), Kouichi Osamu(b), Masaharu Ishikawa(ds), Olodum Juvenil(per), Junior High School Students in Tochigi(cho), Cesar Camargo Mariano(key), Leila Pinheiro(vo), Vaneese Thomas(vo),... |
| 1998           | Viajando                                                    | Verve           | 1998        | avec César Camargo Mariano(key), Romero Lubambo(g), Nilson Matta (en)(b), Paulo Braga (en)(ds), Cafe(per), PamelaDriggs(vo) |
| 1999           | Remembrance                                                 | Verve           | 1999        | avec Cyrus Chestnut (en), Christian McBride, Billy Drummond (en), Nicholas Payton, Robin Eubanks, Romero Lubambo |
| 2000           | Sadao 2000                                                  | Verve           | 2000        | avec Richard Bona(b,g,per,vo), George Whitty(p,key), Jonathan Joseph(ds), Mike Stern(g), Cafe(per) |
| 2000           | Minha Saudade                                               | Universal Music | 2001        | Enregistrement public avec Cesar Camargo Mariano(p), Romero Lubambo(ac-g), David Finck(b), Paulo Braga(ds), Mauro Refosco(per), et le Tokyo Symphony Chamber Orchestra                                                                          |
| 2003           | Wheel of Life                                               | Verve           | 2003        | avec Richard Bona(el-b, el-g, per, vo), George Whitty(pf,key), Nathaniel Townsley(ds), Mike Stern(el-g), Romero Lubambo(ac-g) |
| 2005           | One for You                                                 | Victor          | 2006        | Enregistrement public avec Richard Bona(elb,vo), Etienne Stadwijk(pf,key), Nathaniel Townsley(ds), N'Diassé Niang(per) |
| 2005           | Sadao & Charlie Again                                       | Victor          | 2006        | Enregistrement public avec Charlie Mariano(as), Bob Degen(p), Dieter Ilg(b), Bill Elgart(dr) |
| 2007           | Basie's at Night                                            | Koch            | 2008        | Enregistrement public avec Akira Onozuka, Kouichi Osamu, Masaharu Ishikawa, N'Diassé Niang |
| 2009?          | Into Tomorrow                                               | Victor          | 2009        | avec Gerald Clayton(p), Ben Williams (en)(b), Johnathan Blake (en) (ds) |
| 2011           | Come Today                                                  | Victor          | 2013        | avec Gerald Clayton(p), Ben Williams(b), Johnathan Blake(ds) |
| 2013?          | Outra Vez                                                   | Victor          | 2013        | avec Fabio Torres(p), Swami Jr.(g), Paulo Paulelli(b), Celso de Almeida(ds), Cleber Almeida(per), Fabiana Cozza(vo) |
| 2014           | I'm with You                                                | Victor          | 2015        | avec Russell Ferrante, Peter Erskine |
| 2015?          | Naturally                                                   | Victor          | 2015        | avec Lula Galvão(g), Itamar Assiere(p), Alberto Continentino(b), Paulo Braga(ds), Sidinho Moreira(per), Jaques Morelenbaum(cello) |
| 2016           | Encore!                                                     | Victor          | 2017        | Enregistrement public avec Dave Grusin, Russell Ferrante, Robben Ford |
| 2016           | Re-Bop                                                      | Victor          | 2017        | avec Cyrus Chestnut, Chris Thomas, Brian Blade |
| 2018?          | Re-Bop the Night                                            | Victor          | 2018        | avec Russell Ferrante, Ben Williams, Kendrick Scott (en) |
| 2019           | Sadao 2019 - Live at Blue Note Tokyo                        | Victor          | 2019        | Enregistrement public avec Russell Ferrante, John Patitucci, Steve Gadd |
| 2021           | Jazz & Bossa Live at Suntory Hall                           | Victor          | 2021        | Enregistrement public avec Masaki Hayashi(p), como kiichiro komobuchi(b), Ittetsu Takemura(ds), Marcelo Kimura(g), Takayuki Oshikane Strings |
| 2024           | Peace                                                       | M&M Music Inc.  | 2024        | avec Russell Ferrante, Ben Williams, Kazunori Takemura |

### En tant que sideman
| Avec Ithamara Koorax (pt) - Red River (Paddle Wheel, 1995) - Rio Vermelho (Imagem, 1995) - The Luiz Bonfá Songbook (Huks, 2002) Avec Masabumi Kikuchi - Collaboration (Philips, 1970) - All About Dancing Mist (Philips, 1971) Avec Masahiko Togashi (en) - Song for Myself (East Wind, 1974) - Spiritual Nature (East Wind, 1975) | Avec d'autres musiciens - Toshiko Akiyoshi, Toshiko Meets Her Old Pals (en) (King, 1961) - Randy Brecker et Eliane Elias, Amanda (en) (Passport, 1985) - Randy Crawford, Through the Eyes of Love (en) (Warner Bros. Records, 1992) - Hiroshi Fukumura (en), Hunt Up Wind (Flying Disk, 1978) - Dave Grusin, Live in Japan (JVC, 1980) – enregistrement public - Don Grusin (en), The Hang (C.A.R.E., 2004) - Chico Hamilton, El Chico (en) (Impulse!, 1965) - Terumasa Hino, Live in Concert (East Wind, 1975) – enregistrement public - Akira Miyazawa (en), Yamame (King, 1977) - Armando Manzanero, El Piano (BMG/RCA, 1995) - César Camargo Mariano, Mitos (CBS, 1988) - Gary McFarland, The In Sound (en) (Verve, 1966) - Armando Peraza, Wild Thing (Skye, 1969) - Greg Phillinganes, Significant Gains (Planet, 1981) - Santana, At Budokan (Masterplan, 2007) - Isao Suzuki (en), My Spare Time (Flying Disk, 1978) - Gábor Szabó, Gypsy '66 (Impulse!, 1966) - Toquinho, Vamos Juntos Toquinho Live at Bravas Club '86 (Polydor, 1986) – enregistrement public - Kōji Kondō, Thèmes musicaux de Super Mario World (Warner-Pioneer, 1991) |

### Compilations
- Selected (Elektra, 1988)
- Sadao Watanabe Vocal Collection (Elektra, 1991)
- Sadao Watanabe My Dear Life 50th Anniversary Collection (Verve, 2001)
- Sketches of Nature (Verve, 2005)
- Broadcast Tracks '69–'72 (Victor, 2005)
- Love Songs (Victor, 2018)